# Andrea Gallo Lassere
Andrea Gallo Lassere (Castellamonte, Turín, Italia, 5 de septiembre de 1980…) es un escritor y guionista de cómic italiano.

## Biografía
En 2013 debutó como guionista de cómics publicando dos historias de L'Insonne. En 2018, escribe para la etiqueta de cómic antológica Rustblade Comics, Dawn of the Dead - Hotel La Muerte diseñada por Simona Simone; con motivo del cuadragésimo aniversario de la película y la banda sonora de Zombi. Después de la excelente respuesta obtenida, tanto en Italia como en el extranjero, de Dawn of the dead - Hotel La Muerte, el mismo equipo creativo formado por Andrea Gallo Lassere y Simona Simone crea un segundo cómic antológico, dedicado a las películas de culto Dèmoni e Dèmoni 2 ... La pesadilla regresa de Lamberto Bava: Demons - Kingdom of Darkness. El cómic, disponible en italiano e inglés, también contiene una ilustración en color de la dibujante Lola Airaghi. Em 2022 a Rustblade Records publica a reedição de Demons - Kingdom of Darkness em edição de luxo, capa dura. Anexado à capa dura o OST da trilha sonora do filme Dèmoni feita por Claudio Simonetti de Goblin. Em 2023 começou a colaboração com a editora Awe Edizioni. Em 2023 a editora brasileira Editora Lorentz publica todos os episódios da série de quadrinhos de terror Black Death em um único volume. Idealizadas e escritas por Andrea Gallo Lassere com episódio número 0 escrito por Paola Barbato, as histórias foram comparadas pela crítica italiana ao estilo do escritor americano Joe R. Lansdale.

## Obras

### Historietas
Series originales:
- Black Death (2014-2016; serie de 4 números), Inkiostro Edizioni
- Black Death: saga completa (2023), Editora Lorentz

Guiones:
- "Denti #3" La morte in un attimo e in un istante, Inkiostro Edizioni, 2013
- "Denti #3" Photophobia, Inkiostro Edizioni, 2013
- "Denti #3" Apparizioni, Inkiostro Edizioni, 2013
- "Glamour - Zeno Q.B. #27" I LITFIBA e il Tiramisù sbagliato, Condé Nast, 2013
- "Glamour - Zeno Q.B. #33" L’Assi-stenza, Condé Nast, 2014
- "Glamour - Zeno Q.B. #37" La Pendenza di Zeno, Condé Nast, 2014
- "Glamour - Zeno Q.B. #42" La Sembianza di Zeno, Condé Nast, 2014
- "L'Insonne - Vent'anni, Edizioni Arcadia, 2014
- "Denti #4" Mega, Inkiostro Edizioni, 2014
- "Denti #4" Dissolvenze, Inkiostro Edizioni, 2014
- "Denti #5" Love your enemy, Inkiostro Edizioni, 2015
- ”Dawn of the Dead": Hotel La Muerte, Rustblade Records, 2018
- "If Anthology 2018: Horror", Alterna Comics, 2018
- “Demons: Kingdom of Darkness", Rustblade Records, 2019
- "Aces Weekly" #35 - Week Three & Four, Aces Weekly, 2019
- “Scuola di Fumetto" #114, Nicola Pesce Editore, 2020
- “Caliber Presents" - #5: Tales from the Next Dimension, Caliber Comics, 2020
- “Scuola di Fumetto" #120, Nicola Pesce Editore, 2021
- “Scuola di Fumetto" #121, Nicola Pesce Editore, 2022
- “Demons: Kingdom of Darkness" (Deluxe Edition), Rustblade Records, 2022

## Curiosidad
Em 2018 participou como figurante no filme de terror italiano "Onirica".
En 2020, la banda de rock Arcana 13 lanzó el EP Black Death, la banda sonora del programa basado en el cómic homónimo creado por el guionista de Turín.